# Andrew Ma'ilei

a Compétitions nationales et continentales officielles uniquement.

b Matchs officiels uniquement.
Dernière mise à jour le 6 février 2019.
Andrew Kautonga Mailei dit Andrew Ma'ilei, né le 24 mai 1980 à Auckland en Nouvelle-Zélande, est un joueur tongien de rugby à XV évoluant au poste de centre. Il compte plusieurs sélections en équipe des Tonga.

## Biographie
Le Tongien tente son aventure en Europe, à Bordeaux en Pro D2. Dans le groupe dirigé par Marc Delpoux, il va devenir un des hommes de base et va donc contribuer grandement à la montée du club en Top 14. Titulaire contre la France dans cette victoire historique pour sa nation. Malheureusement, Andrew va vivre une saison bordelaise tronquée, victime d'un nombre trop important de joueurs non-JIFF, Bordeaux ne le conserve pas dans son effectif et doit le sacrifier. À la suite du départ à la retraite de Jamie Noon, il fallait amener de la puissance et de l'expérience dans la ligne de 3/4 de Brive le transfert s'est réalisé et Andrew Ma'ilei arrive à Brive. Andrew Mailei qui évoluait depuis 2 saisons à Brive, ne sera pas conservé à l’issue de la saison.

## Carrière

### En club
- 2003-2005 : North Harbour Rugby Union
- 2005-2006 : Connacht
- 2006-2009 : Kintetsu Liners
- 2009 : North Harbour Rugby Union
- 2010 - 2013 : Union Bordeaux Bègles
- 2013-2015 : CA Brive
- 2015-2016 : RO Grasse
- 2016-2018 : Limoges rugby

### En équipe nationale
Andrew Ma'ilei obtient sa première cape internationale le 25 mai 2002 à l’occasion d’un match contre le Japon pour une victoire 29-41. Le 8 août 2011, il est retenu par Isitolo Maka dans la liste des trente joueurs qui disputent la coupe du monde.

## Palmarès

### En équipe nationale
- 22 sélections avec l'équipe des Tonga
- 40 points (5 essais, 3 transformations et 3 pénalités)
- Sélections par année : 7 en 2002, 3 en 2003, 3 en 2005, 2 en 2010, 7 en 2011

En coupe du monde :
- 2011 : 3 sélections (Nouvelle-Zélande, Japon, France)